# Horyzontarium

## Horyzontarium
Horyzontarium – przyrząd astronomiczny przedstawiający widome drogi Słońca na określonej szerokości geograficznej. Jest jednym ze środków dydaktycznych w nauczaniu geografii.
Elementy modelu:
- podstawa w kształcie koła, przedstawiająca powierzchnię horyzontu
  - zaznaczone miejsce obserwatora (w środku koła)
  - zaznaczone miejsca wschodu i zachodu Słońca w dniach 21 III i 23 IX, 22 VI i 22 XII
  - zaznaczony miejscowy południk geograficzny, łączący północny i południowy punkt horyzontu
- 3 widome drogi Słońca w ww. dniach równonocy i przesileń (łuki wykonane z drutu, przymocowane do podstawy w płaszczyznach równoległych do siebie), o kącie górowania zależnym od szerokości geograficznej
- południk niebieski – łuk łączący południowy i północny punkt horyzontu, poprowadzony przez zenit (punkt nad miejscem obserwacji) i styczny z punktami górowania Słońca
- kąty górowania Słońca na początku kalendarzowych pór roku (zaznaczone nad południkiem geograficznym naciągniętymi nitkami łączącymi miejsce obserwacji z miejscami górowania Słońca)[2]